# ジョンソン (企業)
ジョンソン株式会社（英: Johnson Company, Limited）は、主に家庭用洗剤を製造、販売する化学メーカー。アメリカ合衆国にあるSCジョンソンの日本法人である。本社は神奈川県横浜市西区みなとみらい。
アメリカ合衆国の製薬、医療機器その他のヘルスケア関連製品を取り扱う多国籍企業である『ジョンソン・エンド・ジョンソン』とは関係がない。

## 歴史
- 1886年、アメリカ合衆国ウィスコンシン州ラシーンで寄木細工の床材メーカーとしてスタートしたのが始まりで、以後自社製床材を美しく保ちたいというカスタマーのニーズに応える形で、床用ワックスを発売したのを皮切りに数々の製品をリリースする。現在は全世界で約50の国や地域でクレンリネス&サニテーションを提供している。
- 1962年に日本進出。以後、カビキラーを筆頭に固めるテンプル、スキンガード（英語版）、スクラビングバブル（英語版）など多くのヒット商品を世に送り出している。なお、1972年から1996年まで神奈川県中郡大磯町に本社・工場があったが、現在は自社での製造は行っておらず、海外から原液を輸入するか、国内の他社に製造を外注している。工場跡地は平塚学園湘南研修センターとなっている。1996年10月に本社を横浜市中区山下町に移転（現在の研究開発部所在地）、2014年11月に本社を横浜市西区みなとみらい（現住所）に再移転している。
- 業務用の床用ワックス・洗剤を製造販売するジョンソンプロフェッショナル株式会社は元々同社の業務用製品部であったものをアメリカ本社の分社化に伴い、日本でも1998年に同様の分社化を行なったものである。
- そのジョンソンプロフェッショナル株式会社はティーポール株式会社、ディバーシー株式会社を吸収しジョンソンディバーシー株式会社として2002年に新たなスタートを切っている。その後、2012年にMBOで独立し、2014年にシーバイエス株式会社[1]に商号変更して現在に至る。その後、「ジョンソン・プロフェッショナル（SCJohnson PROFESSIONAL）」のブランド名で自社で業務用製品事業に再参入している。
- また、ペット用品・家庭園芸用品事業については1981年7月に設立した子会社のジョンソントレーディング株式会社で担当していたが、2015年7月に園芸用品の分野において長きに亘って友好な取引関係にあった株式会社ニチリウ永瀬へ同社の全株式を譲渡[2]し、事実上撤退した。その後、同年12月に株式の一部をアース製薬株式会社へ譲渡して合弁会社となり、2016年11月にアース製薬株式会社へ株式の追加譲渡を行い、アース製薬株式会社の子会社となった。アース製薬株式会社の100%子会社化を経て、2017年7月に同じアース製薬のグループ会社であったアース・バイオケミカル株式会社に吸収合併されて解散し、同社はアース・ペット株式会社に商号変更された。家庭園芸用品事業は合併後もアース・ペット株式会社で取り扱われた後、2018年1月に親会社のアース製薬株式会社へ移管された。
- サランラップやジップロック（食料保存袋）など米SCジョンソン社のブランドであっても、日本ではジョンソンで販売していない商品がある。なお「ジップロック」は旭化成の子会社である旭化成ホームプロダクツが販売しており、同社と登録商標を共有する形態を採っている[3]。

## 主な商品
- カビキラー[4]（海外名：Mr Muscle）

速攻カビ分解処方を採用したカビ取り剤のブランド。30年以上に亘り発売されているロングセラー製品。2013年9月には、電動スプレーと大容量750gサイズとした「カビキラー電動スプレー」を発売した。このほかにゴムパッキンに特化したジェルタイプの「ゴムパッキン用カビキラー」もある。
カビ取り剤のほかに、洗濯槽クリーナー「洗濯槽カビキラー（塩素系・液体タイプ）」、キッチン用スプレー式漂白剤「除菌＠キッチン」、発酵エタノールからできたアルコールスプレー「アルコール除菌」がある。2014年2月に後述の「スクラビングバブル プッシュ&クリーン」と同形状の容器を採用した「アルコール除菌 食卓用」を、同年3月に「洗濯槽カビキラー」のラインナップを増やし、非塩素系・粉末タイプで全自動洗濯機専用の「アクティブ酸素で落とす 洗濯槽カビキラー」を発売した。2019年9月には、風呂のカビを防ぐタイプの「防ぐカビキラー」を発売した。
- スクラビングバブル（英語版）[5]（Scrubbing Bubbles）

アメリカ合衆国では40年以上の歴史を持つ住居用洗剤のブランドで、日本では2009年8月に発売された浴室用洗剤「激泡バスクリーナー」から事業展開を開始した。
2010年から他ブランドで発売されていた製品が本ブランドへ順次移行・統合されており、同年2月に「シャット」ブランドで発売されていた「ブラックバスター（トイレ用洗浄剤、「強力トイレクリーナー」に改名後、2013年9月に改良し「超強力トイレクリーナー」に再改名）」と「流せるトイレブラシ」を、同年9月に「クルー」ブランドで発売されていた「換気扇とレンジの強力クリーナー（キッチン用洗剤、現在の「激泡キッチンクリーナー」）」を、2011年10月に同じく「クルー」ブランドで発売されていた「網戸とガラスワイパー（網戸専用に特化し、「網戸ワイパー」となる）」、「ガラスクルー（エアゾール式ガラス用洗剤、「激泡ガラスクリーナー」に改名）」、「液体ガラスクルー（スプレー式ガラス用洗剤、「ガラスクリーナー」に改名）」を、2012年9月に「カビキラー」ブランドで発売されていた「カビも防ぐバスクリーナー（浴室用洗剤、「防カビバスクリーナー」に改名後、2014年9月に改良し「強力バスクリーナー」に再改名）」をリニューアルに伴って、同ブランドへ組み入れられた（ガラス関連製品の発売に伴って、日本国内での「クルー」ブランドは廃止）。
なお2013年に、長年独立ブランドであった風呂釜用洗浄剤「ジャバ」もこのブランドに統合されている。
旧ブランドからの移行品だけでなく新規品もあり、2011年3月には便器に直接スタンプして使用するトイレ用洗剤「トイレスタンプクリーナー」を、2014年9月には「トイレスタンプ」の派生製品として、酸素系漂白成分を配合した「トイレスタンプ漂白成分プラス」を、2015年9月にはジェルタイプのクリーナー「強力ジェル バス用」・「強力ジェル キッチン用」を発売した。
- グレード（英語版）[6]（Glade）

芳香・消臭剤。マイクロコントローラーにより白い雲状のミスト（パフ）が一定間隔で飛ばすオイルタイプ「消臭パフパフ」を2008年2月に発売した時から日本で本格的に展開するようになり、2009年4月にはモーションセンサーを搭載したスプレータイプ「消臭センサー&スプレー」を、2012年3月には海外で発売されている製品をそのまま導入し、白を基調としたデザインとした置き型タイプ「ソリッドエアフレッシュナー」を、2014年10月には薄型・小型の吊り下げタイプ「ハング&フレッシュ 香りのプチバッグ」を発売した。
2013年3月からは白を基調としたパッケージに一新し、ブランドロゴも変更。同年5月には「消臭パフパフ」の製造を終了。同年10月には天然エッセンシャルオイルを配合した「アロマキャンドル」を発売した。
- パイプユニッシュ[7]（海外名：Drano）

排水パイプ用洗浄剤のブランドで元々はユニ・チャームから発売されていたが、2002年2月に当社が取得し、事業展開を開始。現在はジェルタイプの「パイプユニッシュ」、濃縮ジェルタイプの「パイプユニッシュプロ」、錠剤タイプの「2色でポン!」、粉末タイプの「激泡パウダー」の4種類を発売している。
- ファミリーガード[8]

2020年3月に日本での展開を開始した除菌関連製品のブランド。当初は「除菌スプレー」から開始し、同年10月に手指消毒剤「手指のアルコール消毒ジェル【指定医薬部外品】（製造販売元：丸石製薬））、2021年4月に「除菌スプレー」に155ml入りの携帯用「除菌スプレー ミニ」と「アルコール除菌スプレー リビング・寝室用」を、同年9月に「アルコール除菌 リビング・洗面台用」を順次発売し、ラインナップを拡大している。
- スキンガード（英語版）【防除用医薬部外品】[9]（海外名：Off!）

虫よけ剤。ソフトパウダー配合のスタンダードタイプの「スキンガード」、効果長持ちタイプの「スキンガードエクストラ」、ノンガスタイプの「スキンガードアクア」の3種類がある。2015年6月に「スキンガード」と「スキンガードエクストラ」をパッケージリニューアルし、「スキンガード」のBIGサイズは250mlに、「スキンガードエクストラ」は220mlに大容量化した。日本以外では、アメリカ・カナダ・ドイツでOFF!（オフ）のブランド名で販売されている。
- キィウイ（英語版）（KIWI）[10]

靴関連製品のブランド。2011年6月に当社が取得し、事業展開を開始。また、2015年秋からはこれまで独立ブランドで発売されていた上履き・運動靴用洗剤「ズックリン」をブランド統合し、「KIWI ズックリン」に改名したが、2020年で製造を終了した。
- テンプル[11]

油処理剤のブランド。固めるタイプの「固めるテンプル」と冷えた油専用の「吸わせるテンプル」の2種類。

### 販売終了品
- パイプジャバ

排水パイプ用洗浄剤。
- シャット

トイレ関連のブランド。トイレ用洗剤は一部製品が「スクラビングバブル」へのブランド統合や製造終了により、酸性タイプの液体消臭剤（"まぜるな危険"の表示あり）のみで発売されていたが、2021年で製造終了となり、ブランド終息となった。
- プレッジ

カーペット用クリーナーとワックスのブランド。2006年9月にそれぞれ別のブランドで発売されていたカーペット用クリーナー・床用ワックス・家具用ワックスの3品を本ブランドに統合されたが、カーペット用クリーナーと床用ワックスが2011年に、家具用ワックスも2021年をもって製造終了となり、ブランド終息となった。
- プスムス【化粧品】

ハンドソープ。
- アグリー【化粧品】
- フットフレッシュ【医薬部外品】
- シャティ
- 香りのプチ工房

芳香剤。
- 香りのプチポット
- クルー
- クルーガラス&ホーム
- ダックリン
- ズックリン
- ローレット
- NEWローレット

トイレットペーパーのロール式芳香剤。
- レイド【医薬部外品】

ゴキブリ用殺虫剤
- ヤードガード

芝生・庭園用虫よけスプレー（人体の虫よけ剤ではない）
- 固型の出番
- あっとかたづけ
- カンターチ
- カラクリン
- ザ・乾燥
- ザ・防虫
- ケントク
- パーフェクト
- 床ピカピカ
- ジョンソン ワンタッチ

ふき取りのいらないカーワックス
- ジョンソン スーパーワンタッチ

洗車のいらないカーワックス
- ジョンソン ホワイト

ホワイト車専用ワックス
- ジョンソン メタリック

メタリック車専用ワックス
- ジョンソン エクストラ

高耐久性カーワックス
- ジョンソン マッハ

スプレー（エアゾール）タイプのカーワックス
- グランプリ

カーワックス（コーティング剤）
- ザ・ふくだけ

水なしでワックス洗車できる、ウェットティッシュタイプのカーワックス
- レインダッシュ
- タイヤクリーナー ザ・まっくろ
- 車内・シートクリーナー
- ガラスクリーナー

車専用のガラスクリーナー
- アーマオール

自動車（タイヤ・ビニールレザー）用浸透性保護艶出し剤
- Jフレッシュ

自動車用芳香消臭剤
- ひえ坊

瞬間冷却パック
- ひえ坊カチンコ

携帯用蓄冷パック

## 広告
- 1987年10月からCMの最後で「Johnson」のロゴの下に「クリーン&フレッシュ」
- 1999年頃からCMの最後で右下がめくれてそこにジョンソンの社名ロゴとスローガンである「A FAMILY COMPANY」が表示されるようになり、これ以降スローガンは英語となった[* 1]。
- 2011年7月24日の地上デジタルテレビ放送への完全移行後もCMについてはSD制作がほとんどだが、「グレード 消臭パフパフ/消臭センサー&スプレー」のCMよりHD制作となり、以降に製作されたCMもHD制作となっている。なお、CMの最後、必ず右下がめくれてジョンソンの社名ロゴが現れるが、このめくりの部分も同CMから改訂されている[* 2]。
- 2013年から30秒CMには「S.C.Johnson A Family Company」、15秒CMには「S.C.Johnson」の外国人のナレーションが入るようになった[* 3]。後に30秒CMは廃止となった。
- 2018年10月からはCMの最後で緑背景、白背景または紺背景に「S.C.Johnson」のロゴが大写しされるようになった[* 4]。ナレーションは変更なし。

### CM出演者

#### 現在のCM出演者
- 伊達公子 - カビキラー
- ローラ - グレード
- 木佐彩子 - カビキラー
- クレヨンしんちゃんより
  - 野原しんのすけ（声・小林由美子） - スクラビングバブル トイレスタンプ/流せるトイレブラシ
  - 野原みさえ（声・ならはしみき） - 同上

#### 過去のCM出演者
- 中村紘子 - 香りの泉グレード
- 塩沢とき - グレード スプレー
- 香川京子 - グレード エレガンス
- 天地総子 - レイド ゴキブリ用殺虫剤
- 仲本工事（ザ・ドリフターズ） - カビキラー
- 高木ブー（ザ・ドリフターズ） - カビキラー
- 山崎夏菜 - カビキラー
- 入江若葉 - ローレット
- 浅野ゆう子 - シャティ
- 森尾由美 - シャティ プラグイン
- 福田麻由子-  カビキラー 洗濯槽クリーナー
- かつみ♥さゆり - シャット
- 城間恵子 - パイプユニッシュ濃密ジェル
- 中嶋悟 - フッ素コートグランプリ
- 森の木児童合唱団 - クルーガラス&ホーム
- 林家こん平 - パイプユニッシュ
- 海老名香葉子　- パイプユニッシュ
- 舟木一夫 - クルーガラス&ホーム
- 池田満寿夫・佐藤陽子夫妻 - ガラスクルー
- 大山のぶ代 - スキンガード（ナレーション）
- 五明祐子 - グレード 消臭パフパフ/消臭センサー&スプレー